# Joseph Rosier

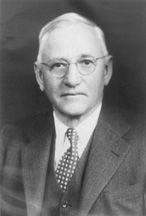
Joseph Rosier

Joseph Rosier (* 24. Januar 1870 in Wilsonburg, Harrison County, West Virginia; † 7. Oktober 1951 in Fairmont, West Virginia) war ein US-amerikanischer Politiker der Demokratischen Partei, der den Bundesstaat West Virginia im US-Senat vertrat.

## Leben
Nach dem Besuch der öffentlichen Schulen machte Joseph Rosier seinen Abschluss am College von Salem. Er arbeitete als Lehrer an einer Dorfschule in Bristol; später war er als Schulleiter in Salem tätig. Zwischen 1893 und 1894 fungierte er als Oberschulrat (Superintendent of schools) im Harrison County. Dem Lehrstab des Salem College gehörte er von 1894 bis 1896 an. Weitere Stationen seiner beruflichen Laufbahn waren die Normalschule in Glenville von 1896 bis 1897 und das staatliche Lehrer-College in Fairmont von 1897 bis 1900. Von 1900 bis 1915 hatte er den Posten des Oberschulrats von Fairmont inne, ehe er zum Präsidenten des Fairmont State College berufen wurde, was er bis 1945 blieb.

## Öffentliche Ämter
Während des Ersten Weltkrieges bekleidete Rosier zwischen 1917 und 1918 das Amt des Beauftragten für die Nahrungsmittelversorgung (Food administrator) in seinem County. Von 1933 bis 1937 war er als Berater der Works Progress Administration tätig.
Seine kurze politische Laufbahn begann am 13. Januar 1941 mit der Berufung in den US-Senat. Rosier trat dort die Nachfolge des zurückgetretenen Matthew M. Neely an. Den Amtseid legte er erst am 13. Mai desselben Jahres ab, nachdem der Senat einen Einspruch gegen seine Berufung zurückgewiesen hatte. Die Wahl als Nachfolger für Neelys komplette verbleibende Amtszeit verlor er gegen den Republikaner Hugh Ike Shott, sodass seine Zeit im Senat am 17. November 1942 endete.
1946 kehrte Rosier noch einmal kurz in die Politik zurück, als er ins Abgeordnetenhaus von West Virginia gewählt wurde.